# Richard Iwai
Richard Iwai (15 marzo 1979) è un ex calciatore vanuatuano, di ruolo attaccante.

## Carriera

### Club
In carriera ha giocato complessivamente 16 partite in OFC Champions League.

### Nazionale
Conta 32 presenze e 16 reti con la maglia della propria nazionale.